# やかまし村の春・夏・秋・冬
『やかまし村の春・夏・秋・冬』（やかましむらのはる・なつ・あき・ふゆ、原題: Mer om oss barn i Bullerbyn）は、1987年のスウェーデンの映画である。1986年公開の『やかまし村の子どもたち』の続編。日本ではビデオ発売されていたが、2000年に劇場公開された。

## ストーリー
映画は1928年から1929年のスモーランド地方を舞台に、子供たちのアンナ、リサ、ブリッタ、ボッセ、ラッセ、オッレを追っている。
語り手でもあるリサは、兄のラッセとボッセ、両親と一緒に中屋敷に住んでいる。ブリッタとアンナの姉妹は、両親と祖父と一緒に北屋敷に住んでいる。そしてオッレは妹のシャスティン、犬のスヴィップ、両親と一緒に南屋敷に住んでいる。やかまし村には、お手伝いのアグダと作男のオスカルもいる。
ストルビンの学校に通う子供たちの前を、あまりいい人ではない靴職人のスネールが通り過ぎていく。秋になると、脱穀や耕作、ベリーやキノコの収穫、精肉、ソーセージ詰めの季節がやってくる。
時が経つのは早いもので、すぐにクリスマス（ユール）がやってきて、工作やお菓子作り、ハム作りなどが行われる。それにしても、雨ばかり降っているが、雪のないクリスマスはあるのでしょうか? リサは、「それは違う」と言う。しかし、雪は降っているし、激しく降っている。実際に、本物の吹雪になるだろう。やかまし村の子どもたちは、雪に閉ざされるのを避けるために学校を早退することになり、靴職人のスネールのもとに避難する。
クリスマスにはやかまし村の各農家にモミの木が切られ、おじいちゃんにも小さな木が贈られる。また、鳥たちが少しでもクリスマスを感じられるようにユールシェルヴェ（Julkärve）を設置したり、ペッパルカーコル（ジンジャークッキー）を可愛く焼いたり、子供たちがハートを編んでツリーに吊るしたり、クリスマス料理をすべて準備したりする。そして、いよいよクリスマスイブの朝、brygghusetでのユールバード（クリスマスのサウナ）の時間がやってくる。その後は、クリスマスを楽しみながら、もちろんプレゼントを待つ。ラッセは、クリスマスプレゼントを待っていると白髪になると言うが、リサの髪は待っていても茶色のままだ。子どもたちはこっそりと村を回ってプレゼントを配り、アーモンドの入ったお粥の時間になると、誰が貰うのかな? 粥をたたえる詩を作り、クリスマスの福音書（注: ルカ 2: 1-20）を読み、詩篇を歌い、そしていよいよプレゼントを開ける時がくる。
アナンダーグ・ユール（クリスマスの翌日）には、ジェニーおばさんの家で大きなパーティーが開かれ、そりに乗って出かける。リサは、大人たちはニシンサラダまで食べて食べて食べまくるだけだと思っている。そして、木の周りで大小の輪踊りをする。次の日、子どもたちはアイススケートに出かけ、ラッセは氷の中を通って他の子供たちを怖がらせる。
そして大晦日、つまり新年の夜会の時間である。女の子たちは夜会をして、男の子たちも夜会をすることにした。しかし、男の子たちは、女の子たちの方が楽しそうだと思い、一緒に警戒したり、ストーブの上で鉛を溶かしたり、ニヨールスクルーナ（新年の冠）を突いたりして、次の年に何が起こるかを予測している。ボッセだけがリサのベッドで寝てしまい、他の子どもたちが新年を迎える1929年を見逃してしまった。
やがて学校の時間になり、休み明けの初日ということで、先生が子供たちにお菓子を配る。時は流れて春になると、氷や雪が溶けて、子どもたちはビー玉やなわとびで遊べるようになる。エイプリルフールの時期でもあり、女の子は学校の子どもたちに本当に騙されてしまう。しかし、騙されるのは女の子だけではなく、オッレも同じように騙されてしまうのだ。
その後、復活祭（Påsk、ポスク）になり、子供たちは聖水曜日の受難（dymmelonsdagspass）をしたり、羽根に色を塗ったり、イースターエッグに絵を描いたりと、いろいろとやっている。そして、リサは自分の子羊を飼うことになるが、その子羊の母親は食べ物を持っていないので、リサは哺乳瓶で乳を与えることになる。オッレは歯が抜けかけていて、抜くのが怖いが、ラッセはオッレが寝ている間に親切に手伝ってくれる。
聖霊降臨祭の日、大人たちはみんなパーティーに招待されているので、リサとアンナはシャスティンの世話をしなければならない。彼らは大人になったら乳母になるんだろうか? リサの子羊と呼ばれているポントスは、いつかリサと一緒に学校に行くことになる。

## キャスト
- 中屋敷の子ども達
  - リーサ（主人公）：リンダ・ベリーストレム
  - ラッセ（リーサの長兄）：クリストピン・ディクソン・ヴェンデニウス
  - ボッセ（リーサの次兄）：ヘンリク・ラーソン
- 南屋敷の子ども達
  - ブリッタ（アンナの姉）：エレン・デメルス
  - アンナ（ブリッタの妹）：アンナ・サリーン
- 北屋敷の子ども達
  - オッレ：ハラルト・ロンブロ
  - シャスティン（オッレの妹）：トーベ・エドフェルト（英語版）